# 10.º governo da Monarquia Constitucional
O 10.º governo da Monarquia Constitucional, ou 5.º governo do Setembrismo, nomeado a 18 de abril de 1839 e exonerado a 26 de novembro de 1839, foi presidido pelo barão de Sabrosa, se bem que o cargo de presidente do Conselho de Ministros ainda não estava juridicamente definido.
A sua constituição era a seguinte:
| Cargo                                                                   | Detentor | Detentor                                          | Período                                         |
| ----------------------------------------------------------------------- | -------- | ------------------------------------------------- | ----------------------------------------------- |
| Presidente do Conselho de Ministros                                     |          | Barão de Sabrosa (1788–1841)                      | 18 de abril de 1839 a 26 de novembro de 1839    |
| Ministro e Secretário de Estado dos Negócios do Reino                   |          | Júlio Gomes da Silva Sanches (1803–1866)          | 18 de abril de 1839 a 26 de novembro de 1839    |
| Ministro e Secretário de Estado dos Negócios Eclesiásticos e de Justiça |          | João Cardoso da Cunha Araújo (1792–1864)          | 18 de abril de 1839 a 26 de novembro de 1839    |
| Ministro e Secretário de Estado dos Negócios da Fazenda                 |          | Manuel António de Carvalho (interino) (1785–1858) | 18 de abril de 1839 a 26 de novembro de 1839    |
| Ministro e Secretário de Estado dos Negócios da Guerra                  |          | Barão de Sabrosa (1788–1841)                      | 18 de abril de 1839 a 26 de novembro de 1839    |
| Ministro e Secretário de Estado dos Negócios da Marinha e Ultramar      |          | Barão de Sabrosa (interino) (1788–1841)           | 18 de abril de 1839 a 25 de setembro de 1839    |
| Ministro e Secretário de Estado dos Negócios da Marinha e Ultramar      |          | Francisco Aguiar Ottolini (1796–1855)             | 25 de setembro de 1839 a 26 de novembro de 1839 |
| Ministro e Secretário de Estado dos Negócios Estrangeiros               |          | Barão de Sabrosa (interino) (1788–1841)           | 18 de abril de 1839 a 26 de novembro de 1839    |